# Ерих Редер
Ерих Йохан Алберт Редер (на немски: Erich Johann Albert Raeder) (24 април 1876 – 6 ноември, 1960) е главнокомандващ на Кригсмарине (ВМС на Германия през Втората световна война) в периода 1935 – 1943 г.
Зоема най-високия възможен чин – на гросадмирал, на 1 април 1939 г. Ръководи Кригсмарине (германските ВМС) през първата половина на войната, но си подава оставката през 1943 г. и е заместен от Карл Дьониц. Осъден е на доживотен затвор на Нюрнбергския процес, но по-късно е освободен и написва автобиография.

## Биография
Редер е роден на 24 април 1876 г. във Вандсбек (днес квартал на Хамбург). Баща му е училищен директор, който учи сина си на упорит труд, пестеливост, вяра и послушание – качества, които Редер проповядва през целия си живот. Освен това той предупреждава децата си, че настъпването на демокрация в Германия би имало катастрофални последствия.
Редер се присъединява към Кайзерлихе Марине през 1894 г., където благодарение на интелекта си и упорития си труд, се издига сред йерархията и става началник-щаб, отговарящ пред Франц фон Хипер през 1912 г. Той лобира в Райхстага за прокарване на законите на Тирпиц за тежко въоръжаване на флота на Германия в англо-немската надпревара, която започва в началото на века.
През Първата световна война, Редер участва в битката при Догер Банк (1915) и Ютландската битка (1916). Участва и в потушаването на Килското въстание от 30 октомври 1918 г., което разпалва Германската революция.
След войната, през 1922 г. Редер е повишен в контраадмирал, а три години по-късно – във вицеадмирал. През 1928 г. е назначен за главнокомандващ на военноморските сили. По това време той се застъпва за построяването на подводници (забранени според Версайския договор) и бързи крайцери, които да задоволят германските военноморски нужди. На 28 юни 1934 г. е награден от България с орден „За военна заслуга“ 2-ра степен.
Малко преди избухването на Втората световна война, на 1 април 1939 г. е повишен в гросадмирал. Той първи предлага германско нахлуване в Норвегия и ръководи планирането и изпълнението на нахлуването в Дания и Норвегия през 1940 г. Той също подтиква (безуспешно) към прехвърляне на главния театър на военните действия към Средиземноморието, вместо нахлувания във Великобритания и Съветския съюз, които смята за лоши стратегически решения. Множеството му стратегически разногласия с фюрера Адолф Хитлер, който като цяло подценява ролята на военноморските сили, в крайна сметка довеждат до премахването му от върховното командване на Кригсмарине през януари 1943 г., когато той не съобщава на фюрера за загубата си в битката в Баренцово море. На негово място е назначен Карл Дьониц.
През 1943 г. Ерих Редер е изпратен като личен представител на Адолф Хитлер на погребението на Цар Борис III.
Редер е пленен от съветски войски на 23 юни 1945 г. През 1946 г. е осъден на доживотен затвор в хода на Нюрнбергските процеси, но е освободен през 1955 г., поради влошаващо се здраве. Пише автобиография посредством други писатели. Умира на 6 ноември 1960 г. в Кил.